# Definitely Maybe
Definitely Maybe è il primo album in studio del gruppo musicale britannico Oasis, pubblicato il 29 agosto 1994.
L'album, il cui titolo ossimorico ("decisamente forse") sarebbe stato tratto da un poster, ebbe un enorme successo e si piazzò direttamente alla prima posizione delle classifiche di vendita del Regno Unito, dove fu premiato con sette dischi di platino e registrò vendite superiori ai due milioni di copie, grazie al successo dei singoli Supersonic, Shakermaker, Live Forever e Cigarettes & Alcohol. Sempre nel Regno Unito è stato l'album d'esordio che ha venduto più copie nel minor tempo fino al 2006, quando venne superato dal disco degli Arctic Monkeys Whatever People Say I Am, That's What I'm Not. Il disco ha venduto inoltre più di un milione di copie negli Stati Uniti d'America, pur raggiungendo solo la cinquantesima posizione nella Billboard 200.
Un sondaggio del 2006 condotto tra i lettori della rivista NME ha decretato Definitely Maybe miglior album di tutti i tempi; nel 2015 la rivista Spin lo ha incluso nella sua classifica dei migliori album musicali dal 1984 al 2014 e nel 2020 la rivista statunitense Rolling Stone lo ha classificato alla posizione numero 217 nella sua lista dei 500 album migliori di tutti i tempi. Al novembre 2006 Definitely Maybe aveva venduto dieci milioni di copie nel mondo.

## Genesi
Gli Oasis si formarono nel 1991 a partire dai Rain, al tempo composti da Liam Gallagher, Paul Arthurs, Paul McGuigan e Tony McCarroll, cui si aggiunse Noel Gallagher. Questi pose la condizione che gli fosse dato il pieno controllo artistico, in modo che il nuovo gruppo potesse diventare una stella della musica. Noel, che aveva precedentemente svolto il ruolo di roadie per gli Inspiral Carpets, aveva già un buon numero di brani a disposizione quando entrò nella band.
Nel 1993 gli Oasis firmarono per la Creation Records, un'etichetta discografica indipendente capeggiata da Alan McGee. Verso la fine dell'anno uscì in edizione limitata il singolo 12" Columbia, pubblicato in anteprima per i giornalisti e per le radio. BBC Radio 1 lo trasmise per ben diciannove volte nelle due settimane successive destando una certa sorpresa, essendo il singolo non ancora disponibile nei negozi. Il primo singolo vero e proprio del gruppo fu Supersonic, pubblicato l'11 aprile 1994 e salito subito alla posizione numero 31 della Official Singles Chart. Supersonic fu seguito, a giugno, da Shakermaker, che esordì alla posizione numero 11 e valse al gruppo la sua prima esibizione nel noto programma televisivo Top of the Pops.

## Registrazione
Le registrazioni dell'album furono piuttosto travagliate. Dopo aver registrato dei demo negli studi dei Real People a Liverpool nel 1993, gli Oasis si ritrovarono nello studio di Monnow Valley di Monmouth, vicino agli studi di Rockfield, all'inizio del 1994 per registrare il disco di debutto. Le registrazioni cominciarono sotto la guida del produttore Dave Batchelor, che Noel aveva conosciuto durante il tour con gli Inspiral Carpets. Batchelor adottava una tecnica di lavoro che non piaceva al gruppo: faceva registrare gli strumenti separatamente, metodo che secondo la band faceva perdere alle canzoni la loro energia. Ricorda, a tal proposito, Arthurs:
Le sessioni al Monnow Valley Studio costavano 800 sterline al giorno, risultavano improduttive e il gruppo iniziò a temere di non farcela. A tal proposito, Arthurs ebbe a dire:
Batchelor venne licenziato e Noel cercò di utilizzare la musica già prodotta inviando i nastri a vari studi londinesi. Tim Abbot della Creation Records andò a visitare la band a Chiswick:
Nel febbraio 1994 il gruppo tornò da una sfortunata gita ad Amsterdam, con la convinzione di registrare nuovamente l'album negli studi di Sawmills, in Cornovaglia. Questa volta le registrazioni furono prodotte da Noel Gallagher e Mark Coyle. Il gruppo decise che l'unico modo per replicare su disco il suono prodotto durante i concerti dal vivo fosse quello di suonare tutti insieme piuttosto che usare impianti di insonorizzazione per registrare ogni strumento singolarmente.
Gallagher fece l'overdubbing di molte parti di chitarre. Arthurs dichiarò, in proposito:
I risultati erano ancora insoddisfacenti e ormai le possibilità di tentare di registrare l'album per la terza volta erano poche: le registrazioni già fatte dovevano essere utilizzate. Ormai sfiduciato, Marcus Russell della Creation Records contattò Owen Morris, ingegnere poi divenuto produttore, che aveva in precedenza rielaborato le canzoni dell'album. Subito dopo aver ascoltato le registrazioni degli studi di Sawmills, Morris ricorda di aver detto:
Il primo compito di Morris fu quello di rimuovere gli strati di sovraregistrazioni di chitarra che Noel aveva aggiunto nella fase di overdub, ma egli notò che potevano essere usate per altre canzoni come Columbia o Rock 'n' Roll Star. Morris lavorò alla masterizzazione dell'album nello studio di registrazione di Johnny Marr, a Manchester. Ricordò che Marr era inorridito dal fatto che Morris dovesse fare tutto da sé e mise in dubbio alcune scelte di Morris in fase di rielaborazione, come quella di lasciare il suono di sottofondo in Cigarettes & Alcohol. Il produttore prese ispirazione dall'uso della tecnica del tape delay utilizzata da Phil Spector nella canzone Instant Karma! di John Lennon e dall'uso dell'armonizzatore Eventide utilizzato nell'album Low di David Bowie. Utilizzò anche una tecnica che imparò da Bernard Sumner durante la registrazione dell'album omonimo del gruppo Electronic, instradando il basso mediante l'utilizzo di un Minimoog. Morris completò il mix finale delle registrazioni a maggio, durante un fine settimana di bank holiday. Il giornalista e critico musicale John Harris ha scritto:
La prima canzone ad essere registrata fu Columbia, prima canzone degli Oasis ad essere stata trasmessa in radio. Secondo alcuni il titolo potrebbe riferirsi a un hotel londinese. L'ultima canzone ad essere registrata fu, invece, Slide Away. La registrazione avvenne in modo casuale: Noel la ascoltò e ne rimase molto soddisfatto, decise dunque di inserirla nell'album all'ultimo momento. La realizzazione dell'album costò in totale circa 75000 sterline. In un'intervista del 2016, Noel Gallagher dichiarò:

## Copertina
La foto di copertina, scattata dal fotografo Michael Spencer Jones, ritrae i membri del gruppo musicale nel salotto della casa di proprietà di Paul Arthurs detto Bonehead, il chitarrista ritmico della band. L'immagine si ispira al retro della copertina di A Collection of Beatles Oldies (But Goldies!), una raccolta di singoli dei Beatles registrati e venduti tra il 1963 e il 1966. Nella foto sono riconoscibili molti oggetti che per i membri della band rivestivano particolare valore: una TV che proietta una scena del film Il buono, il brutto, il cattivo diretto da Sergio Leone e tra i preferiti di Noel Gallagher (sullo schermo si riconoscono gli attori Eli Wallach e Antonio Casale), un poster raffigurante l'attore Gian Maria Volonté in Per un pugno di dollari, altro film di Leone (l'immagine compare sul retro della copertina), una foto del calciatore Rodney Marsh ai tempi in cui militava nel Manchester City(squadra del cuore dei Gallagher e di Paul McGuigan detto Guigsy, il bassista), una foto del calciatore George Best (per omaggiare Bonehead, tifoso del Manchester Utd), un fenicottero finito lì per caso. Accanto a un divano si nota, invece, un poster del cantante Burt Bacharach. Alcuni scrittori credono che gli Oasis intendessero omaggiare Ummagumma dei Pink Floyd mettendo al poster, nella stessa posizione che i Pink Floyd avevano riservato alla colonna sonora di Vincente Minnelli del musical americano Gigi.

## Brani
L'album inizia con Rock 'n' Roll Star, pezzo dall'andamento veloce, vera dichiarazione di intenti di una band che esprime con gioia la volontà di diventare stelle del firmamento rock. Segue Shakermaker, dal testo carico di nonsense e personaggi di fantasia amati dai bambini. A causa di questa canzone la band fu citata in giudizio (la melodia è tratta da I'd Like To Teach The World To Sing). Live Forever, dalla melodia intensa e dal testo poetico, è considerato una delle più belle canzoni della band. Il brano, tra i più rappresentativi degli Oasis, dopo una potente introduzione di batteria che si riconoscerà poco più avanti, trova un Liam Gallagher in un'ottima condizione vocale e un assolo di chitarra tra i più memorabili della discografia della band. Fu il brano che iniziò a far conoscere il gruppo a un pubblico più vasto, tanto che Noel stesso avrebbe detto più tardi: "Sentendo questa canzone la gente pensò: Allora qui c'è qualcosa, non lo si può negare". Seguono Up in the Sky, traccia psichedelica che esalta la vocalità di Liam, e Columbia, dal potente sound di chitarre che indugiano su tre accordi. Sad Song è una ballad acustica, una canzone fantasma che non compare sulla copertina dell'album, ma solo sull'edizione in vinile, con la voce di Noel Gallagher che suona il pezzo con la chitarra a dodici corde. Entra quindi in scena Supersonic, il singolo che ha lanciato gli Oasis verso la notorietà. Il riff è semplice e originale, il testo una sequela di frasi nonsense scritte da Noel in un'ora, prima della registrazione. Bring it on Down è un vero pezzo punk dal ritmo incalzante, cantato a gran voce e ad alto volume. Segue Cigarettes & Alcohol, brano ispirato a Get It On dei T. Rex e uno di quelli in cui la band fa trasparire il proprio lato più trasgressivo; la canzone è incentrata sull'esasperata pronuncia che Liam fa dei finali di parola e nel testo contiene riferimenti alla condizione dei giovani della classe operaia degli anni novanta. È poi la volta di Digsy's Dinner, pezzo che alcuni avrebbero visto bene come singolo e che altri ritengono la canzone più debole dell'album. Slide Away, ballata impreziosita dalla seconda voce di Noel, è un pezzo immancabile in ogni concerto della band e uno dei preferiti dai fan. L'album si conclude con Married With Children, ballata acustica  cantata in modo insolito da Liam, che guarda con ironia pungente alla vita di coppia.

## Pubblicazione
L'uscita di Definitely Maybe fu preceduta da un terzo singolo, Live Forever, pubblicato l'8 agosto 1994 e primo singolo del gruppo a entrare nelle prime dieci posizioni della classifica britannica.

Il successo degli Oasis permise alla Creation di superare in parte un periodo di ristrettezze economiche. L'etichetta aveva ancora 2 milioni di sterline di debito, così a Tim Abbot vennero date solo 60000 sterline per promuovere l'album in uscita. Abbot cercò di capire come usare al meglio il budget alquanto ristretto: 
Abbot decise quindi di inserire della pubblicità in pubblicazioni mai considerate in precedenza alla Creation, come le riviste di calcio e i periodici di musica dance. I sospetti di Abbot che gli Oasis avrebbero attratto questo tipo di pubblico non convenzionale si rivelarono esatti quando la rivista di musica dance Mixmag, che di solito ignorava la musica basata principalmente sull'uso della chitarra, recensì Definitely Maybe, assegnandogli cinque stelle.
Definitely Maybe fu pubblicato il 29 agosto 1994. L'album vendette ben 100000 copie nei primi quattro giorni. Il 4 settembre l'album debuttò alla posizione numero uno delle classifiche inglesi ed ebbe la meglio sul favorito The Three Tenors In Concert 1994, battuto con il 50% di vendite in più. Le vendite della prima settimana fecero guadagnare a Definitely Maybe il record di album britannico di debutto capace di vendere più copie nel minor tempo. Ad ottobre venne pubblicato Cigarettes & Alcohol come quarto singolo dell'album. Noel Gallagher disse che Slide Away era stata presa in considerazione come quinto singolo, ma all'ultimo l'aveva scartata perché, a suo dire, "non si possono estrarre cinque singoli da un album di debutto".

## Accoglienza
L'album ottenne subito riconoscimenti diffusi sia di critica che di pubblico, oltre a divenire un successo commerciale di proporzioni storiche. In molti elogiarono l'ottimismo emanato dal disco, contrapposto all'attitudine cupa del grunge statunitense, in voga negli anni '90, e misero l'accento sulla sapiente combinazione tra le doti di compositore e le capacità melodiche di Noel Gallagher e la voce iconica del fratello Liam quale elemento decisivo per il successo dell'album. Keith Cameron della rivista NME definì Noel Gallagher "un artigiano del pop secondo la tradizione classica e un maestro nella sua arte" e affermò che "l'unica cosa discutibile di Definitely Maybe è il suo titolo. Ogni altra cosa grida certezze", per poi aggiungere:
La rivista Melody Maker attribuì all'album il punteggio più alto, definendolo un acquisto "dannatamente essenziale". Il suo critico Paul Lester affermò: "Di tutti i nuovi grandi gruppi pop britannici gli Oasis sono i meno giocherelloni, i meno preoccupati di essere influenzati dai trucchi post-moderni". Aggiunse poi che per migliaia di persone "Definitely Maybe è ciò che il mondo si attendeva, un disco pieno di canzoni in nome delle quali vivere, creato da un gruppo di sconsiderati reprobi settentrionali a cui si può facilmente sognare di aggregarsi". Concluse dicendo: "Se non siete d'accordo sul fatto che offra una dozzina di opportunità per credere che il 1994 sia l'anno migliore di sempre per la musica pop/rock, allora ... vi sbagliate"..
Stuart Maconie della rivista Q descrisse Definitely Maybe come "album pop/rock esageratamente entusiasmante ... Un bollente pasticcio di glam, punk e psichedelia. Ovviamente avete già sentito tutto, ma dal debutto degli Stone Roses nessun gruppo dei Lancaster si è presentato con tale vigore e tale spensieratezza". Mike Pattenden della rivista Vox ebbe a dire che "occasionalmente – e in questa industria vorace, egoista e deplorevole solo occasionalmente – si materializza qualcosa che giustifica l'esistenza di stronzate interminabili che rappresentano la sua dieta quotidiana ... Le 11 canzoni che compongono Definitely Maybe [...] giacciono splendenti come cristallo intagliato sulle macerie delle stanze d'hotel del paese". Nella prima recensione del disco compilata dalla rivista Mojo, nel settembre 1994, Jim Irvin ebbe a dire che il disco "è dannatamente vicino" al "debutto cazzuto che avevano fatto intendere. Di certo quando è accostato alla musica inconsistente e non impegnata della maggior parte delle nuove band britanniche Definitely Maybe sputa piume ... Audace rock adolescenziale, ravvivante e coinvolgente". Vent'anni più tardi, nel recensire la ristampa del 2014 del disco, Danny Eccleston afferma che: "Non c'è nulla di più eccitante della sensazione che qualcosa di grande sta per accadere. È una forza che scorre, incontrollabile, attraverso l'album di debutto degli Oasis ancora oggi ... Questa è musica rock 'n' roll trascendente che celebra il momento, non un momento".
Negli Stati Uniti d'America la rivista Rolling Stone inserì il disco nella lista degli album più importanti del 1994, con Paul Evans che affermò: "Liam Gallagher ha una figaggine che è un dono divino. E con suo fratello Noel a fornirgli sontuose canzoni rock è facile capire perché questo quintetto sia il riferimento del prossimo anno. Più pesanti di Blur e Suede alle chitarre, sono il gruppo più semplice e più orecchiabile". Neil Strauss del New York Times scrisse: "Ogni canzone suona come un classico, increspato da parti di chitarra dura, forti ritmi dance e ritornelli memorabili".
Nel 2014, nel recensire la ristampa di Definitely Maybe sulla rivista Mojo, Danny Eccleston affermò: "Non c'è nulla di più esaltante della sensazione che qualcosa di grandioso stia per accadere. È una forza che scorre, in modo incontrollabile, attraverso il disco di debutto degli Oasis ancora oggi ... È musica rock trascendente che celebra il momento, non un momento". Uno studio condotto nel 2014 dallo scrittore e critico musicale Alex Niven, pubblicato per Bloomsbury nella collana 33⅓, ha messo in luce il contesto sociopolitico in cui si colloca l'album degli Oasis, interpretando il disco come una risposta della classe operaia a quattro decenni di lotta politica.

## Eredità
| Recensione    | Giudizio |
| ------------- | -------- |
| AllMusic      |          |
| Rolling Stone |          |
| Q             |          |

Nel 1997 Definitely Maybe venne inserito al quattordicesimo posto della graduatoria degli album di tutti i tempi stilata in base a un sondaggio sulla "musica del millennio" condotto da HMV, Channel 4, The Guardian e Classic FM. Nel 2005 Channel 4 stilò la classifica dei cento migliori album, mettendo il disco d'esordio degli Oasis in sesta posizione. Nel 2006 la rivista NME inserì l'album al terzo posto della lista dei più grandi album inglesi di tutti i tempi, subito dietro The Stone Roses dell'omonima band e The Queen Is Dead degli Smiths. In un sondaggio inglese condotto nel 2006 dalla rivista NME e dal libro British Hit Singles and Albums, Definitely Maybe è stato votato migliore album di tutti i tempi insieme a due dischi dei Beatles, Sgt. Pepper's Lonely Hearts Club Band, piazzatosi in seconda posizione, e Revolver, in terza. Nel 2006 i lettori della rivista Q gli hanno assegnato la quinta posizione nella lista dei più grandi album di tutti i tempi; nello stesso anno anche la rivista NME lo ha nominato migliore album in assoluto.
Nel 2020 la rivista Rolling Stone ha collocato l'album Definitely Maybe alla posizione numero 217 nella lista dei 500 migliori album di tutti i tempi.
Nell'ottobre 2023 Liam Gallagher ha annunciato un tour per celebrare il trentennale di Definitely Maybe, con la partecipazione di Paul Arthurs. La tournée è partita da Sheffield il 1º giugno 2024 ed è proseguita con varie date nel Regno Unito e a Dublino.

## Tracce
Testi e musiche di Noel Gallagher.
1. Rock 'n' Roll Star – 5:22
2. Shakermaker – 5:07
3. Live Forever – 4:37
4. Up in the Sky – 4:29
5. Columbia – 6:16
6. Supersonic – 4:43
7. Bring It on Down – 4:19
8. Cigarettes & Alcohol – 4:50
9. Digsy's Dinner – 2:32
10. Slide Away – 6:32
11. Married with Children – 3:12

Traccia bonus nell'edizione giapponese
1. Cloudburst – 5:20

Traccia bonus nell'edizione vinile
1. Sad Song – 4:27

## DVD
Nel settembre del 2004 è stato un pubblicato un DVD per festeggiare il decimo anniversario dall'uscita dell'album.
Il DVD (dall'omonimo nome) contiene un documentario di un'ora sulla registrazione dell'album con interviste dell'epoca ed attuali ai membri della band nonché a produttori, manager, componenti della casa discografica del gruppo e amici dei fratelli Gallagher, tra cui Mani degli Stone Roses e i Real People. Troviamo inoltre alcune performance live e televisive delle tracce dell'album da parte del gruppo, e i videoclip di Supersonic (versioni UK e USA), Shakermaker, Live Forever (versioni UK e USA), Cigarettes & Alcohol e Rock 'n' Roll Star.
Il DVD di Definitely Maybe ottenne subito un enorme successo, ricevendo il premio come "miglior DVD dell'anno" da NME.

## Ristampe

### Riedizione del 2014
Nel 2014, per promuovere una campagna musicale chiamata Chasing The Sun in onore del ventennale della pubblicazione del disco, Definitely Maybe è stato ristampato in una versione comprendente tre dischi: il primo è l'album originale restaurato, il secondo contiene diversi lati B tra cui Whatever, mentre il terzo contiene delle tracce rare e mai pubblicate su un disco. L'edizione deluxe conteneva Live Demonstration, l'originale musicassetta del 1993.

#### Disco 2: lati B
1. Columbia (White Label Demo)
2. Cigarettes & Alcohol (Demo)
3. Sad Song
4. I Will Believe (Live)
5. Take Me Away
6. Alive (Demo)
7. D'Yer Wanna Be a Spaceman?
8. Supersonic (Live)
9. Up in the Sky (Acoustic)
10. Cloudburst
11. Fade Away
12. Listen Up
13. I Am the Walrus (Live at the Glasgow Cathouse June '94)
14. Whatever
15. (It's Good) To Be Free
16. Half the World Away

#### Disco 3: tracce rare
1. Supersonic (Live at Glasgow Tramshed; 7 April 1994)
2. Rock 'n' Roll Star (Demo)
3. Shakermaker (Live Paris in-store performance)
4. Columbia (Eden Studios mix)
5. Cloudburst (Demo)
6. Strange Thing (Demo)
7. Live Forever (Live Paris Instore)
8. Cigarettes & Alcohol (Live at Manchester Academy; 18 December 1994)
9. D'Yer Wanna Be a Spaceman? (Live at Manchester Academy; 18 December 1994)
10. Fade Away (Demo)
11. Take Me Away (Live at Manchester Academy; 18 December 1994)
12. Sad Song (Live at Manchester Academy; 18 December 1994)
13. Half the World Away (Live, Tokyo Hotel Room)
14. Digsy's Dinner (Live Paris in-store performance)
15. Married with Children (Demo)
16. Up in the Sky (Live Paris in-store performance)
17. Whatever (Strings)

### Riedizione del 2019
Nel 2019 è stata annunciata una speciale ristampa del disco, disponibile in due edizioni limitate in vinile del disco, la prima caratterizzata da un disco grigio argento, per onorare l'anniversario "d'argento" del primo lavoro in studio del gruppo di Manchester, disponibile secondo i tradizionali canali di vendita (in questa edizione ci sarà anche la canzone Sad Song, presente solo sulla versione in vinile del primo disco della band dei Gallagher), e la seconda con la copertina del disco raffigurata sul vinile (il cosiddetto picture disc), acquistabile soltanto tramite il sito web ufficiale della band.

### Riedizione del 2024
Nel 2024, in occasione del trentennale della pubblicazione dell'album, esce la ristampa Definitely Maybe (30th Anniversary Deluxe Edition), che contiene brani registrati e poi scartati dalla sessione di registrazione negli studi di Monnow Valley, in Galles, insieme agli outtake tratti dalla versione definitiva dell'album registrati negli studi di Sawmills, in Cornovaglia, mixati per la prima volta da Noel Gallagher e Callum Marinho. L'album include anche una versione demo inedita di Sad Song, originariamente pubblicata come bonus track sull'LP, qui in versione alternativa con la voce di Liam Gallagher.

## Formazione

### Oasis
- Liam Gallagher - voce
- Noel Gallagher - chitarra solista, basso, cori
- Paul Arthurs - chitarra ritmica, pianoforte (tracce 3, 9)
- Paul McGuigan - basso
- Tony McCarroll - batteria

#### Altri musicisti
- Anthony Griffiths - cori (traccia 6)

## Classifiche

### Classifiche settimanali
| Classifica (1994-2019)    | Posizione massima |
| ------------------------- | ----------------- |
| Australia                 | 23                |
| Austria                   | 27                |
| Belgio (Vallonia)         | 44                |
| Finlandia                 | 18                |
| Francia                   | 20                |
| Germania                  | 26                |
| Giappone                  | 34                |
| Irlanda                   | 3                 |
| Italia                    | 18                |
| Norvegia                  | 34                |
| Nuova Zelanda             | 5                 |
| Paesi Bassi               | 55                |
| Regno Unito               | 1                 |
| Spagna                    | 23                |
| Stati Uniti               | 58                |
| Stati Uniti (heatseekers) | 1                 |
| Svezia                    | 4                 |
| Svizzera                  | 25                |

### Classifiche di fine anno
| Classifica (1995) | Posizione |
| ----------------- | --------- |
| Belgio (Vallonia) | 87        |
| Regno Unito       | 18        |
| Classifica (1996) | Posizione |
| Nuova Zelanda     | 47        |
| Regno Unito       | 22        |
| Classifica (1997) | Posizione |
| Regno Unito       | 93        |
| Classifica (2005) | Posizione |
| Regno Unito       | 184       |
| Classifica (2018) | Posizione |
| Regno Unito       | 84        |
| Classifica (2019) | Posizione |
| Regno Unito       | 71        |
| Classifica (2020) | Posizione |
| Regno Unito       | 67        |
| Classifica (2021) | Posizione |
| Regno Unito       | 86        |
| Classifica (2022) | Posizione |
| Regno Unito       | 75        |
| Classifica (2023) | Posizione |
| Regno Unito       | 57        |